# Rimba Sekampung (Bengkalis)
Rimba Sekampung is een bestuurslaag in het regentschap Bengkalis van de provincie Riau, Indonesië. Rimba Sekampung telt 5278 inwoners (volkstelling 2010).